# Гризар, Октав
Октав Гризар (фр. Octave Grisard; 1867, Вервье — 1936, Брюссель) — бельгийский скрипач.
В 1884 г. окончил музыкальную школу в своём родном городе, где учился у Луи Кефера, годом позже — Льежскую консерваторию по классу Сезара Томсона, у которого затем ещё на протяжении двух лет занимался частным образом, одновременно изучая в Льежской консерватории гармонию в классе Сильвена Дюпюи. В 1887 г. давал уроки игры на скрипке юному Гийому Лекё, в том же году во главе струнного квартета исполнил премьеру его пьесы «Размышление» (фр. Méditation). Годом позже вместе с этим же коллективом выиграл квартетный конкурс в Сете.
В дальнейшем жил в Дублине, с 1897 г. выступал в камерных концертах Королевского Дублинского общества. С 1899 г. профессор скрипки и альта в Королевской Ирландской академии музыки, концертировал как солист и ансамблист по всей Ирландии (в частности, в Белфасте в составе камерного ансамбля Лоуренса Уокера), выступал вместе с пианистом Хамильтоном Харти и участвовал как альтист в премьере его второго струнного квартета (1902) и Двух фантазий для фортепианного трио (1901), также играл на альте в струнных квартетах Гвидо Папини и Норы Томсон.